# Europsko prvenstvo u rukometu – Švicarska 2006.
Europsko rukometno prvenstvo 2006. održavalo se od 26. siječnja do 5. veljače 2006. u Švicarskoj i bilo sedmo po redu Europsko rukometno prvenstvo za muškarce. Na njemu je svoj prvi europski naslov osvojila reprezentacija Francuske dok je Hrvatska završila na četvrtom mjestu.

## Prvi krug po skupinama

### Skupina A
Ova skupina svoje je utakmice igrala u dvorani Kreuzbleichhalle u St. Gallenu. Drugi krug prvenstva izborile su reprezentacije Slovenije, Poljske i Ukrajine.
| Momčad    | Bod. | Uta. | Pob. | Izj. | Por. | Golovi |
| --------- | ---- | ---- | ---- | ---- | ---- | ------ |
| Slovenija | 6    | 3    | 3    | 0    | 0    | 95:85  |
| Poljska   | 3    | 3    | 1    | 1    | 1    | 93:88  |
| Ukrajina  | 2    | 3    | 1    | 0    | 2    | 92:96  |
| Švicarska | 1    | 3    | 0    | 1    | 2    | 86:97  |

| 26. siječnja 2006. |         |           |
| Poljska            | 33 : 24 | Ukrajina  |
| Slovenija          | 29 : 25 | Švicarska |
| 28. siječnja 2006. |         |           |
| Švicarska          | 31 : 31 | Poljska   |
| Ukrajina           | 31 : 33 | Slovenija |
| 29. siječnja 2006. |         |           |
| Slovenija          | 33 : 29 | Poljska   |
| Švicarska          | 30 : 37 | Ukrajina  |

### Skupina B
Ova skupina svoje je utakmice igrala u dvorani St. Jakobshalle u Baselu. Drugi krug prvenstva izborile su reprezentacije Španjolske, Francuske i Njemačke. 
| Momčad     | Bod. | Uta. | Pob. | Izj. | Por. | Golovi |
| ---------- | ---- | ---- | ---- | ---- | ---- | ------ |
| Španjolska | 5    | 3    | 2    | 1    | 0    | 94:82  |
| Francuska  | 4    | 3    | 2    | 0    | 1    | 88:75  |
| Njemačka   | 3    | 3    | 1    | 1    | 1    | 87:84  |
| Slovačka   | 0    | 3    | 0    | 0    | 3    | 72:100 |

| 26. siječnja 2006. |         |            |
| Njemačka           | 31 : 31 | Španjolska |
| Francuska          | 35 : 21 | Slovačka   |
| 28. siječnja 2006. |         |            |
| Slovačka           | 26 : 31 | Njemačka   |
| Španjolska         | 29 : 26 | Francuska  |
| 29. siječnja 2006. |         |            |
| Njemačka           | 25 : 27 | Francuska  |
| Španjolska         | 34 : 25 | Slovačka   |

### Skupina C
Ova skupina svoje je utakmice igrala u dvorani Sursee/Luzern Stadthalle u Sursee/Luzernu. Drugi krug prvenstva izborile su reprezentacije Danske, Islanda te Srbije i Crne Gore.
| Momčad             | Bod. | Uta. | Pob. | Izj. | Por. | Golovi |
| ------------------ | ---- | ---- | ---- | ---- | ---- | ------ |
| Danska             | 5    | 3    | 2    | 1    | 0    | 90:82  |
| Island             | 3    | 3    | 1    | 1    | 1    | 95:94  |
| Srbija i Crna Gora | 2    | 3    | 1    | 0    | 2    | 89:93  |
| Mađarska           | 2    | 3    | 1    | 0    | 2    | 84:89  |

| 26. siječnja 2006. |         |                    |
| Srbija i Crna Gora | 31 : 36 | Island             |
| Danska             | 29 : 25 | Mađarska           |
| 27. siječnja 2006. |         |                    |
| Mađarska           | 24 : 29 | Srbija i Crna Gora |
| Island             | 28 : 28 | Danska             |
| 29. siječnja 2006. |         |                    |
| Mađarska           | 35 : 31 | Island             |
| Danska             | 33 : 29 | Srbija i Crna Gora |

### Skupina D
Ova skupina svoje je utakmice igrala u dvorani Wankdorfhalle u Bernu. Drugi krug prvenstva izborile su reprezentacije Rusije, Hrvatske i Norveške.
| Momčad   | Bod. | Uta. | Pob. | Izj. | Por. | Golovi |
| -------- | ---- | ---- | ---- | ---- | ---- | ------ |
| Rusija   | 6    | 3    | 3    | 0    | 0    | 89:82  |
| Hrvatska | 4    | 3    | 2    | 0    | 1    | 85:79  |
| Norveška | 2    | 3    | 1    | 0    | 2    | 86:83  |
| Portugal | 0    | 3    | 0    | 0    | 3    | 80:96  |

| 26. siječnja 2006. |         |          |
| Hrvatska           | 24 : 21 | Portugal |
| Rusija             | 24 : 21 | Norveška |
| 27. siječnja 2006. |         |          |
| Portugal           | 32 : 35 | Rusija   |
| Norveška           | 28 : 32 | Hrvatska |
| 29. siječnja 2006. |         |          |
| Hrvatska           | 29 : 30 | Rusija   |
| Portugal           | 27 : 37 | Norveška |

## Drugi krug po skupinama
Ovaj dio prvenstva izborile su prve tri reprezentacije iz svake skupine u prvom krugu. U ovaj dio prvenstva preneseni su svi rezultati postignuti u prvom krugu uz iznimku onog iz utakmice s reprezentacijom koja je ispala iz daljnjeg natjecanja.

### Skupina I
Ova skupina svoje je utakmice igrala u dvorani St. Jakobshalle u Baselu. Reprezentacije Španjolske i Francuske izborile su polufinalne utakmice, a reprezentacija Njemačke utakmicu za 5. mjesto.
| Momčad     | Bod. | Uta. | Pob. | Izj. | Por. | Golovi  |
| ---------- | ---- | ---- | ---- | ---- | ---- | ------- |
| Španjolska | 9    | 5    | 4    | 1    | 0    | 164:144 |
| Francuska  | 8    | 5    | 4    | 0    | 1    | 148:125 |
| Njemačka   | 7    | 5    | 3    | 1    | 1    | 160:137 |
| Slovenija  | 4    | 5    | 2    | 0    | 3    | 162:169 |
| Poljska    | 2    | 5    | 1    | 0    | 4    | 132:154 |
| Ukrajina   | 0    | 5    | 0    | 0    | 5    | 126:163 |

| 31. siječnja 2006. |         |            |
| Ukrajina           | 22 : 36 | Njemačka   |
| Slovenija          | 30 : 34 | Francuska  |
| Poljska            | 25 : 34 | Španjolska |
| 1. veljače 2006.   |         |            |
| Slovenija          | 33 : 36 | Njemačka   |
| Poljska            | 21 : 31 | Francuska  |
| Ukrajina           | 29 : 31 | Španjolska |
| 2. veljače 2006.   |         |            |
| Poljska            | 24 : 32 | Njemačka   |
| Ukrajina           | 20 : 30 | Francuska  |
| Slovenija          | 33 : 39 | Španjolska |

### Skupina II
Ova skupina svoje je utakmice igrala u dvorani Kreuzbleichhalle u St. Gallenu. Reprezentacije Hrvatske i Danske izborile su polufinalne utakmice, a reprezentacija Rusije utakmicu za 5. mjesto.
| Momčad             | Bod. | Uta. | Pob. | Izj. | Por. | Golovi  |
| ------------------ | ---- | ---- | ---- | ---- | ---- | ------- |
| Hrvatska           | 8    | 5    | 4    | 0    | 1    | 155:146 |
| Danska             | 7    | 5    | 3    | 1    | 1    | 161:147 |
| Rusija             | 6    | 5    | 3    | 0    | 2    | 143:140 |
| Island             | 5    | 5    | 2    | 1    | 2    | 159:156 |
| Srbija i Crna Gora | 2    | 5    | 1    | 0    | 4    | 137:157 |
| Norveška           | 2    | 5    | 1    | 0    | 4    | 141:150 |

| 31. siječnja 2006. |         |          |
| Island             | 34 : 32 | Rusija   |
| Danska             | 30 : 31 | Hrvatska |
| Srbija i Crna Gora | 26 : 25 | Norveška |
| 1. veljače 2006.   |         |          |
| Srbija i Crna Gora | 21 : 29 | Rusija   |
| Island             | 28 : 29 | Hrvatska |
| Danska             | 35 : 31 | Norveška |
| 2. veljače 2006.   |         |          |
| Srbija i Crna Gora | 30 : 34 | Hrvatska |
| Island             | 33 : 36 | Norveška |
| Danska             | 35 : 28 | Rusija   |

## Završnica
Ovaj dio prvenstva izborile su prve tri reprezentacije iz svake skupine u drugom krugu. Reprezentacije koje su u svojim skupinama završile na prvom i drugom mjestu ušle su u polufinalne utakmice, a trećeplasirane u utakmicu za 5. mjesto. Sve utakmice u ovom dijelu prvenstva igrale su se u dvorani Hallenstadion u Zürichu.
| 4. veljače 2006. |              |            |
|                  | Za 5. mjesto |            |
| Njemačka         | 32 : 30      | Rusija     |
|                  | Polufinale   |            |
| Francuska        | 29 : 23      | Hrvatska   |
| Španjolska       | 34 : 31      | Danska     |
| 5. veljače 2006. |              |            |
|                  | Za 3. mjesto |            |
| Hrvatska         | 27 : 32      | Danska     |
|                  | Finale       |            |
| Francuska        | 31 : 23      | Španjolska |

## Vanjske poveznice
- Službene stranice prvenstva